# 1880
1880 (MDCCCLXXX) je bilo prestopno leto, ki se je po gregorijanskem koledarju začelo na četrtek, po 12 dni počasnejšem julijanskem koledarju pa na torek.

## Rojstva
- 18. januar - Paul Ehrenfest, avstrijski fizik, matematik († 1933)
- 19. februar - Álvaro Obregón, mehiški general, državnik, predsednik Mehike († 1928)
- 3. april - Otto Weininger, avstrijski filozof († 1903)
- 29. maj - Oswald Spengler, nemški filozof, zgodovinar († 1936)
- 28. september - Stanko Premrl, slovenski skladatelj in glasbeni pedagog, († 1965)
- 29. oktober - Abraham Fjodorovič Joffe, ruski fizik († 1960)
- 1. november - Alfred Lothar Wegener, nemški geolog, astronom, meteorolog, klimatolog, raziskovalec († 1930)

## Smrti
- 8. maj - Gustave Flaubert, francoski pisatelj (* 1821)
- 20. maj - William Hallowes Miller, britanski mineralog in kristalograf (* 1801)
- 5. oktober - William Lassell, angleški astronom (* 1799)
- 6. oktober - Benjamin Peirce, ameriški matematik (* 1809)
- 28. oktober - Franc Hül, rimskokatoliški duhovnik, zgodovinopisec in dekan Slovenske okrogline (* 1800)
- 23. november - James Craig Watson, ameriški astronom (* 1838)
- 22. december - George Eliot, angleška pisateljica (* 1819)
- 31. december - Arnold Ruge, nemški filozof in politični pisec (* 1802)